# シャハージー (コールハープル藩王)
シャハージー（Shahaji, 1802年1月22日 - 1838年11月29日）は、インドのデカン地方、コールハープル藩王国の君主（在位：1822年 - 1838年）。

## 生涯
1802年1月22日、コールハープル藩王国の君主シヴァージー3世の息子として、コールハープルで誕生した。
1821年7月2日、兄サンバージー3世が死亡し、息子のシヴァージー4世が藩王位を継承すると、その摂政になった。
1822年1月3日、甥のシヴァージー4世が跡目なくして死亡したことにより、藩王位を継承した。
1838年11月29日、シャハージーはイェーヴァティーで死亡し、息子のシヴァージー5世が王位を継承した。